# Szeługanowo
Szeługanowo (ros. Шелуганово) – wieś (ros. деревня, trb. dieriewnia) w zachodniej Rosji, w osiedlu wiejskim Titowszczinskoje rejonu diemidowskiego w obwodzie smoleńskim.

## Geografia
Miejscowość położona jest nad Czerniawką (dopływ Kaspli), 1 km od drogi regionalnej 66K-30 (Diemidow / 66K-11 – Ponizowje – Zaozierje / 66K-28), 15,5 km od centrum administracyjnego osiedla wiejskiego (Titowszczina), 16,5 km od centrum administracyjnego rejonu (Diemidow), 75 km od stolicy obwodu (Smoleńsk), 21 km od granicy z Białorusią.
W granicach miejscowości znajduje się ulica Bieriegowaja (5 posesji).

## Demografia
W 2010 r. miejscowość zamieszkiwało 5 osób.

## Historia
W czasie II wojny światowej od lipca 1941 roku wieś była okupowana przez hitlerowców. Wyzwolenie nastąpiło we wrześniu 1943 roku.
Na mocy uchwały z dnia 28 maja 2015 roku wszystkie miejscowości (w tym Szeługanowo) zlikwidowanej jednostki administracyjnej Połujanowskoje weszły w skład osiedla wiejskiego Titowszczinskoje.